# Conrad Porta
Conrad Porta (* 1541 in Osterwieck; † 1585 in Eisleben) war ein deutscher lutherischer Theologe, Pädagoge und Dramatiker.

## Leben
Porta war zunächst Schulmeister in Rostock, Eisleben und Osterwieck, bevor er 1569 Kaplan an St. Nicolai in Eisleben und 1575 Pfarrer an St. Peter und Paul in Eisleben wurde. Bekannt geworden ist er als Autor verschiedener theologischer Traktate und als Dramatiker. Er ist zur zweiten Generation der Reformation zu zählen.

## Schaffen
Besondere Wirkung hat sein Pastorale Lutheri entfaltet, ein Handbuch für lutherische Pastoren, das viele Fragen der Dienstausübung behandelte und bis ins 19. Jahrhundert nachgedruckt wurde. Daneben ist auch der Jungfrawen-Spiegel bekannt geworden. Portas dramatische Werk umfasst sowohl allgemeine moralische Stücke, so einen Lügen- und Lästerteufel (Eisleben 1581), der Aufnahme fand im Theatrum diabolorum (Frankfurt 1587), als auch im Kontext seines Wirkens als Lehrer anzusiedelnde Stücke. Besonders ist sein Versuch, die Gattung der Schulkomödie auch an Mädchenschulen einzuführen. Nachhaltige Wirkung blieb diesem Ansinnen allerdings versagt.

## Werke
- Jungfrawen-Spiegel von 1580 für Margareta von Mansfeld-Hinterort, Fürstin von Braunschweig-Lüneburg (1534–1596)
- Pastorale Lutheri, Das ist Nutzlicher un[n]d nötiger Unterricht von den fürnembsten Stücken zum heiligen Ministerio gehörig Unnd richtige Antwort auff mancherley wichtige Fragen von schweren und gefehrlichen Casibus, so in demselbigen fürfallen mögen. Eisleben 1582.
- Adhortatio Ad Assiduam Lectionem Librorum Lutheri. Helmstedt 1708
- Contra Temere Litigantes. Das ist/ Wider das Vnnœtige/ vnd Mutwillige Rechten vnd Hadern/ Sonderlich/ vmb geringer dinge/ vnd sachen willen. Trewhertzige vermanung vnd warnung/ aus Gottes wort/ D. M. Lutheri/ vnd anderer fuertrefflicher Theologen ... Schrifften ... zusamen gezogen. Durch M. Conradum Portam/ Pfarherrn zu S. Peter vnd Paul in Eisleben. Auffs newe vbersehen ... vnd gebessert. Mit einer Vorrede/ M. Hieronymi Mencelij Superintendenten. 1583
- Leichpredigt Bey dem Christlichen Begräbnis der Erbarn, Gottseligen und frommen Jungfrawen Margarithae, Michael Schurchten seligen, weiland Zuckermachers alhie, hinderlassene Tochter : Aus dem tröstlichen Spruch 1. Corinth. 10. Gott ist getrewe, der uns nicht lesset versuchen etc. ; Zu Eisleben auff dem Gottesacker gehalten. Eisleben : Ganbisch, 1585
- Lügen- und Lästerteufel. Eisleben: Gaubisch, 1581
- Oratio Continens Adhortationem, Ad assiduam lectionem scriptorum Reuerendi Patris & Praeceptoris nostri, D. Martini Lvtheri, vltimi Eliae & Prophetae Germaniae: Scripta, & recitata in Schola Islebiensi, 2. Nouembris, Anno salutis M.D.LXX. à M. Conrado Porta, verbi ministri ibidem. Recens recognita, & multò emendatius, quàm antea, edita. Wittenberg : Simon Gronenberg, 1584.
- Oratio De Vita et Sorte Reverendi Viri ... D. M. Andreae Fabricii, in aede D. Nicolai, Islebii,quondam Pastoris ... Habita in Schola Islebiensi à M. Conrado Porta, Pastore ad Dd. Petrum et Paulum. Wittenberg : Simon Gronenberg, 1584.
- Von Kirchengüttern vnd gemeinen Almosen, vnd rechtschaffener verwaltung derselben. Andreas Petri, 1584.